# Santa Luzia (Maranhão)
Santa Luzia – miasto i gmina w Brazylii leżące w stanie Maranhão. Gmina zajmuje powierzchnię 4780,198 km². Według danych szacunkowych w 2016 roku miasto liczyło 71 329 mieszkańców. Położone jest około 250 km na południowy zachód od stolicy stanu, miasta São Luís, oraz około 1600 km na północ od Brasílii, stolicy kraju. 
W 2014 roku wśród mieszkańców gminy PKB per capita wynosił 6775,04 reais brazylijskich.